# Aziz Izzat Pasza
Aziz Izzat Pasza (arab. ‏عزيز عزت باشا‎; ur. 24 czerwca 1869 w Kairze, zm. 12 kwietnia 1961) – egipski polityk i dyplomata pochodzenia albańskiego, działacz sportowy. Absolwent University of Cambridge.
Pełnił funkcję podsekretarza stanu w egipskim Ministerstwie Spraw Zagranicznych, prezesa Al-Ahly Kair (1908–1916), ministra pełnomocnego w Wielkiej Brytanii (1924–1927) oraz ministra spraw zagranicznych (1935–1936).